# Guaricia
Guaricia is een geslacht van hooiwagens uit de familie Cosmetidae.
De wetenschappelijke naam Guaricia is voor het eerst geldig gepubliceerd door M. A. González-Sponga in 1992. 

## Soorten
Guaricia omvat de volgende 2 soorten:
- Guaricia guagoensis
- Guaricia terepaimanus